# خسروآباد (خاش)
خسروآباد (خاش)، روستایی از توابع بخش مرکزی شهرستان خاش در استان سیستان و بلوچستان ایران است.

## جمعیت
این روستا در دهستان اسماعیل‌آباد (خاش) قرار دارد و براساس سرشماری مرکز آمار ایران در سال ۱۳۸۵، جمعیت آن ۶۲۲ نفر (۱۱۲خانوار) بوده‌است.